# Оџас
Оџас (енгл. Ojus) насељено је место без административног статуса у америчкој савезној држави Флорида.

## Демографија
По попису из 2010. године број становника је 18.036, што је 1.394 (8,4%) становника више него 2000. године.
| Група             | 2000.         | 2010.         |
| Белци             | 9.894 (59,5%) | 7.772 (43,1%) |
| Афроамериканци    | 1.174 (7,1%)  | 1.822 (10,1%) |
| Азијати           | 290 (1,7%)    | 374 (2,1%)    |
| Хиспаноамериканци | 5.093 (30,6%) | 7.979 (44,2%) |
| Укупно            | 16.642        | 18.036        |